# 海老ヶ島城
海老ヶ島城（えびがしまじょう）は、茨城県筑西市松原にあった日本の城。

## 概要
筑西市の明野地区に位置する。城名こそ「海老ヶ島」であるが、筑西市役所明野支所などがある海老ヶ島ではなく隣の松原に位置する。
寛政2年（1461年）から応仁元年（1467年）にかけて結城氏によって築かれた。そして結城成朝の嫡男の秀千代が城主となった。その後、戦国時代には結城氏と宍戸氏による城の争奪戦となり、永禄12年（1569年）には佐竹氏の勢力下となって宍戸氏が海老ヶ島氏を名乗って城主となった。
慶長7年（1602年）に佐竹氏が出羽国へ移封となったため廃城となった。

## 歴史
- 1461年 - 結城成朝により築城される。
- 1467年 - 結城成朝の子・海老原輝朝が初代城主となる。
- 1546年 - 小田氏方の武将・宍戸通綱が当城を落とす。
- 1602年 - 廃城となる。